# Nyctibatrachus
Nyctibatrachus – rodzaj płazów bezogonowych z rodziny Nyctibatrachidae i podrodziny Nyctibatrachinae której jest jedynym przedstawicielem.

## Występowanie
Rodzaj orientalny, południowoazjatycki, endemiczny dla Indii, gdzie występuje wyłącznie w Ghatach Zachodnich w południowo-zachodniej części kraju. Rozprzestrzeniony od południowego Gudźaratu na północy po południowe Tamilnadu na południu.

## Opis
Do rodzaju tego należą bezogonowe o tęgim ciele, którego długość waha się od poniżej 20 mm u dorosłych Nyctibatrachus beddomii po 84 mm u N. karnatakaensis. Tympanum mają ukryte, grzbiet z podłużnymi fałdami skóry, palce kończyn przednich i dyski palców kończyn tylnych rozszerzone. Posiadają gruczoły udowe. Spotykane są w pobliżach strumieni w górzystych lasach wiecznie zielonych, gdzie prowadzą nocny tryb życia. U większości gatunków występuje ampleksus, wyjątkiem jest Nyctibatrachus humayuni. W czasie, gdy samica tego gatunku przywabiona wołaniem samca składa jaja na liściu, samiec odsuwa się. Wraca, gdy samica skończy i wówczas, ustawiając się nad jajami, zapładnia je.

## Taksonomia i systematyka
Rodzaj Nyctibatrachus został wprowadzony do klasyfikacji w 1882 roku przez George’a Alberta Boulengera. W 1942 roku George S. Myers wyznaczył jego gatunkiem typowym Nyctibatrachus major, opisanego w 1882 przez autora nazwy rodzajowej. Klasyfikowany był w plemieniu Ranixalini podrodziny Raninae, potem wyniesionym do rangi podrodziny Ranixalinae w rodzinie żabowatych, aż w 2001 roku trafił do podrodziny Nyctibatrachinae.

### Etymologia
- Nyctibatrachus: gr. νυκτι- nukti- „nocny”, od νυξ nux, νυκτος nuktos „noc”[9]; βατραχος batrakhos „żaba”[10].
- Nannobatrachus: gr. ναννος nannos „karzeł”[11]; βατραχος batrakhos „żaba”[10]. Gatunek typowy: Nannobatrachus beddomii Boulenger, 1882.

### Podział systematyczny
W 2011 roku Sathyabhama Das Biju i współpracownicy dokonali rewizji taksonomicznej rodzaju, rozpoznając w jego obrębie 27 gatunków, w tym 12 nowych dla nauki (nie wszystkie z nich są obecnie uznawane za osobne gatunki). Obecnie do tego rodzaju należą 34 gatunki płazów:

- Nyctibatrachus acanthodermis Biju, Van Bocxlaer, Mahony, Dinesh, Radhakrishnan, Zachariah, Giri & Bossuyt, 2011
- Nyctibatrachus aliciae Inger, Shaffer, Koshy & Bakde, 1984
- Nyctibatrachus anamallaiensis (Myers, 1942)
- Nyctibatrachus athirappillyensis Garg, Suyesh, Sukesan & Biju, 2017
- Nyctibatrachus beddomii (Boulenger, 1882)
- Nyctibatrachus danieli Biju, Van Bocxlaer, Mahony, Dinesh, Radhakrishnan, Zachariah, Giri & Bossuyt, 2011
- Nyctibatrachus dattatreyaensis Dinesh, Radhakrishnan & Bhatta, 2008
- Nyctibatrachus deccanensis Dubois, 1984
- Nyctibatrachus gavi Biju, Van Bocxlaer, Mahony, Dinesh, Radhakrishnan, Zachariah, Giri & Bossuyt, 2011
- Nyctibatrachus grandis Biju, Van Bocxlaer, Mahony, Dinesh, Radhakrishnan, Zachariah, Giri & Bossuyt, 2011
- Nyctibatrachus humayuni Bhaduri & Kripalani, 1955
- Nyctibatrachus indraneili Biju, Van Bocxlaer, Mahony, Dinesh, Radhakrishnan, Zachariah, Giri & Bossuyt, 2011
- Nyctibatrachus jog Biju, Van Bocxlaer, Mahony, Dinesh, Radhakrishnan, Zachariah, Giri & Bossuyt, 2011
- Nyctibatrachus karnatakaensis Dinesh, Radhakrishnan, Manjunatha Reddy & Gururaja, 2007
- Nyctibatrachus kempholeyensis (Rao, 1937)
- Nyctibatrachus kumbara Gururaja, Dinesh, Priti & Ravikanth, 2014
- Nyctibatrachus major Boulenger, 1882
- Nyctibatrachus manalari Garg, Suyesh, Sukesan & Biju, 2017
- Nyctibatrachus mewasinghi Krutha, Dahanukar & Molur, 2017
- Nyctibatrachus minimus Biju, Van Bocxlaer, Giri, Roelants, Nagaraju & Bossuyt, 2007
- Nyctibatrachus minor Inger, Shaffer, Koshy & Bakde, 1984
- Nyctibatrachus petraeus Das & Kunte, 2005
- Nyctibatrachus poocha Biju, Van Bocxlaer, Mahony, Dinesh, Radhakrishnan, Zachariah, Giri & Bossuyt, 2011
- Nyctibatrachus pulivijayani Garg, Suyesh, Sukesan & Biju, 2017
- Nyctibatrachus radcliffei Garg, Suyesh, Sukesan & Biju, 2017
- Nyctibatrachus robinmoorei Garg, Suyesh, Sukesan & Biju, 2017
- Nyctibatrachus sabarimalai Garg, Suyesh, Sukesan & Biju, 2017
- Nyctibatrachus sanctipalustris Rao, 1920
- Nyctibatrachus shiradi Biju, Van Bocxlaer, Mahony, Dinesh, Radhakrishnan, Zachariah, Giri & Bossuyt, 2011
- Nyctibatrachus sylvaticus Rao, 1937
- Nyctibatrachus tunga Pavan Kumar, Vishwajith, Anisha, Dayananda, Gururaja & Priti, 2022
- Nyctibatrachus vasanthi Ravichandran, 1997
- Nyctibatrachus vrijeuni Biju, Van Bocxlaer, Mahony, Dinesh, Radhakrishnan, Zachariah, Giri & Bossuyt, 2011
- Nyctibatrachus webilla Garg, Suyesh, Sukesan & Biju, 2017